# 大前りょうすけのちょいバズ!
『大前りょうすけのちょいバズ!』（おおまえりょうすけのちょいバズ!）は、2020年4月4日からCBCラジオで放送されているラジオ番組。

## 概要
週末の夕方、老若男女みんなが遊べる、ちょい参加型番組をテーマとし、Twitterを使った企画を中心に放送する番組。
2020年4月に放送を開始したお笑いコンビ・プリンセス金魚の大前りょうすけがパーソナリティを務めるラジオ番組。CBCラジオが土曜夕方枠でお笑い芸人をパーソナリティとして起用するのは『工作太朗のラジオボーイ』の終了以来で約1年ぶりである。
大前が出演する同時期に開始した東海ラジオの『OH! MY CHANNEL!』は当番組と同じ土曜日の放送であり、これによって大前は2局合わせて計3時間30分の出演となる。東海圏のAM局で同日に同じパーソナリティが生放送番組を担当するのは異例。
当番組では番組ディレクターにRadio NEOで放送されていた『OH! MY MORNING!』のディレクターだった杉本（愛称・スギちゃん）が関わっており、番組の一部で要素等が引き継がれている。

## 放送時間
- 毎週土曜 17:00 - 19:30(2020年4月4日～2021年3月27日まで、2021年10月2日～)
- 毎週土曜 17:00 - 20:00(2021年4月3日～2021年9月25日)

（ナイターシーズンはデーゲーム中継時は試合終了後から、ナイトゲーム（ナイター）中継時は17:57までの短縮放送。また、野球の試合に放送時間を過ぎると、当番組のTwitterにてツイキャス配信されることがある。）

## 出演者

### パーソナリティ
- 大前りょうすけ（プリンセス金魚）

### アシスタント
以下のうち1人が週替わりで出演。
- 斉藤真木子(SKE48) ：2022年10月1日 -
- 三浦優奈 ：2022年10月8日 -
- なかし ：2022年10月15日 -

代演
- 都築里佳 ：2024年8月17日（ただし、放送本編は未OA）
上述3名のアシスタントがスケジュールの都合で出演できず、代演のアシスタントとして出演予定であったが、CBCドラゴンズサタデーの大幅な放送時間延長に伴い、放送自体が休止となった[3][4]。
- 天野なな実 ：2024年9月14日
大前本人の欠席に伴い、パーソナリティの代演として天野なな実（フリーアナウンサー。元富山チューリップテレビ・テレビ愛知アナウンサー）が務める。[5]。

## タイムテーブル
17時台
- 17:00 オープニング
- 17:10頃 週刊バズトピ
- 17:25頃 メッセージ紹介
- 17:30頃 ミッション・チン・ポッシブル お題発表・投稿紹介
- 17:40頃 CBC交通情報
- 17:41頃 ミッション・チン・ポッシブル 投稿紹介
- 17:45 - 17:49 ウィークエンドネットワーク
- 17:55頃 ミッション・チン・ポッシブル 投稿紹介・ワード決定

18時台
- 18:00 中日新聞ニュース・天気予報
- 18:15頃 ちょい税理士
- 18:30頃 ちょい川柳

19時台
- 19:00頃 ちょいリク
- 19:10頃 ちょいバズエンディング
- 19:15 大人のちょいバズ
- 19:25頃 大人のちょいバズエンディング

## コーナー

### 現在
週刊バズトピ
今週気になったトピックスを紹介するコーナー。

### 過去
バズメン募集
バズらせてほしいリスナーのメッセージを紹介し、その中から1人のリスナーをTwitterのトレンド入りを目指すコーナー。
井戸バズ会議
その日のお題についてあーだこーだ話し合うコーナー。
ちょいヌードル
カップ麺を食べ、美味しければ商品名を紹介、まずいと思えば商品名を言わないコーナー。
ちょいバズレポート
リスナーに電話で身の回りをレポートしてもらうコーナー。
バジュくじ
その日届いたメッセージをBOXに入れて、1枚引いて運試しをするコーナー。
熱血バズ高職員室
没になったメッセージがなぜ没になったか教えるコーナー。
ミッション・チン・ポッシブル
毎週設けられる下ネタの別の言い方を募集するコーナー。2021年より、一般的なことわざや慣用句も言い換えの対象となった。
ちょい川柳
毎週発表されるお題に沿って五・七・五の川柳を募集するコーナー。
ちょい喜利〜スタッフを笑わせろ！
リスナーから募集した大喜利の答えで、番組スタッフを笑わせられるかを競うコーナー
ちょいリク
好きな曲の特に好きな部分を募集するコーナー。2021年11月より「サビ入り」「歌詞」など月別のテーマが設けられた。
一発当てたい大前
三連単の組み合わせをリスナーから募集し、大前の引越し料金を賭けて競馬に挑戦するコーナー。
大前りょうすけの大人のちょいバズ！
リスナーのHなお悩みを皆で解決するコーナー。番組内のコーナーという位置付けではあるが、内容が完全な成人向けとなるため、終了15分前に一旦「ちょいバズ！」を終了し、別番組として始めるという方式を取っている。
ちょい税のはなし(不定期)
難しい税金の話を税理士に解説してもらうコーナー。

## スペシャル番組
- 2021年1月2日はニューイヤースペシャルを14:45-16:15、17:00-19:30に放送。
- 2022年1月1日はニューイヤースペシャルを17:00-19:30に放送。
- 2022年12月31日は大晦日スペシャルを17:00-19:30に放送。
- 2025年1月4日は新春スペシャルを12:30-16:00、17:00-18:00に放送。

## エピソード
- CBCラジオ『チュウモリ』火曜日『＃むかいの喋り方』にお笑いコンビ・ハライチの岩井勇気が電話出演した際、パンサーの向井慧、酒井直斗と並ぶ東海三大芸人の一人に数えられた[6]。これをきっかけに、2020年5月13日放送の『チュウモリ』水曜日『酒井直斗のラジノート』に大前がゲスト出演[7]、2020年6月10日放送の同番組には向井（リモート出演）と共にゲスト出演した[8]。
- 時折、メッセージコーナーの合間にディレクターの杉本が乱入し、番組に寄せられたクレームを発表することがある。場に戻る際に「ちゃんと喋れよ！」と叫ぶのがお約束。
- 2021年12月18日、「一発当てたい大前」のCBCラジオラッキーウィーク企画「大前サンタがよい子のために一発当てちゃうスペシャル」を開催。計3万円を投じて挑戦するも、追加の5千円も含めて全て無に帰る。
- 2024年8月17日、当日の中日戦の試合中継が18時頃までの延長となり、番組史上初の中止が余儀なくされた。だが、番組の代替としてX（旧Twitter）のサービス「Xスペース」での配信が行われた。[9]また、当日はアシスタント3名の不都合で代打として、元SKEの都築が起用されたが、本番組の中止により、Xの配信のみでの出演となった。